# Rhinopalpa megalonice
Rhinopalpa megalonice är en fjärilsart som beskrevs av Felder 1867. Rhinopalpa megalonice ingår i släktet Rhinopalpa och familjen praktfjärilar. Inga underarter finns listade.